# 拉里奧宮
拉里奧宮（葡萄牙語：Palácio do Raio）位於葡萄牙布拉加，由葡萄牙建築師安德烈·蘇亞雷斯所設計；這座華麗的宮殿外牆由藍色磁磚覆蓋，是由基督勳章的騎士João Duarte de Faria下令建造的，他同時也是一位富商。